# Bangalore Open 2008
Il Bangalore Open 2008 è stato un torneo di tennis giocato sul cemento.
È stata la 6ª edizione del Bangalore Open ,che fa parte della categoria Tier II nell'ambito del WTA Tour 2008.
Si è giocato al KSTLA Signature Kingfisher Tennis Stadium nella città indiana di Bangalore.

## Campioni

### Singolare
Serena Williams ha battuto in finale  Patty Schnyder, 7-5, 6-3

### Doppio
Peng Shuai /  Sun Tiantian hanno battuto in finale  Chan Yung-jan /  Chuang Chia-jung, 6-4, 5-7, 10-8